# Április 3.
Április 3. az év 93. (szökőévben 94.) napja a Gergely-naptár szerint. Az évből még 272 nap van hátra.
Névnapok: Buda, Richárd + Hóvirág, Indira, Irén, Iréne, Keresztély, Keresztes, Múzsa, Sükösd, Szixtusz, Ulpián

## Események

### Politikai események
- 1275 – András foglalja el az egri püspöki széket.
- 1500 - 9 és fél évnyi huzavona után VI. Sándor pápa végül felbontotta Aragóniai Beatrix özvegy magyar királyné és V. (Jagelló) Ulászló cseh király házasságát.
- 1559 – II. Henrik francia király és II. Fülöp spanyol király megköti a második cateau-cambrésis-i békét.
- 1922 – Joszif Visszarionovics Sztálin lesz a Szovjetunió Kommunista Pártja első titkára.
- 1944 – A Budapest elleni első légi csapás: brit és amerikai légitámadás a Ferencvárosi rendező pályaudvar és a Duna-repülőgépgyár ellen.
- 1945 – A brit és amerikai légierő bombatámadása a csepeli Weiss Manfréd Művek ellen.
- 1948 – Az Egyesült Államok megkezdi az Európai Újjáépítési Program (Marshall-terv) végrehajtását.
- 2008 – Bizonyíték hiányában felmenti a – Jugoszlávia területén elkövetett háborús bűnöket vizsgáló – Hágai Nemzetközi Törvényszék Ramush Haradinaj volt koszovói kormányfőt, akit a koszovói függetlenségi harcok során (1998-ban) elkövetett bűncselekményekért 2005-ben fogtak perbe.
- 2017 – Terrortámadás Szentpéterváron.[1][2][3][4][5]
- 2022 – Országgyűlési választás Magyarországon

### Tudományos és gazdasági események
- 1966 – Hold körüli pályára áll a szovjet Luna–10 űrszonda.
- 2007 – A TGV POS 4402-es pályaszámú motorvonata 574,8 km/h sebességgel új világrekordot állít fel hagyományos vasúti síneken.

### Sportesemények
Formula–1
- 1977 –  amerikai nagydíj - Nyugat, Long Beach - Győztes: Mario Andretti  (Lotus Ford)
- 1988 –  brazil nagydíj, Jacarepagua - Győztes: Alain Prost  (McLaren Honda)
- 2005 –  bahreini nagydíj, Szahír - Győztes: Fernando Alonso  (Renault)
- 2016 –  bahreini nagydíj, Szahír - Győztes: Nico Rosberg  (Mercedes)

## Születések
- 1245 – III. Fülöp francia király († 1285)
- 1367 – IV. Henrik angol király († 1413)
- 1529 – Michael Neander német matematikus, csillagász († 1581)
- 1757 – Verseghy Ferenc magyar nyelvész, író, költő († 1822)
- 1826 – Adler Vincent magyar zongoraművész, zeneszerző († 1871)
- 1856 – Marczali Henrik történetíró, egyetemi tanár, az MTA levelező tagja († 1940)
- 1868 – Zsitkovszky Béla fényképész, operatőr, rendező († 1930)
- 1893 – Leslie Howard angol színész („Elfújta a szél”)  († 1943)
- 1905 – Vermes Miklós Kossuth-díjas magyar középiskolai fizika-, kémia- és matematikatanár, kiváló tankönyvíró, kísérletező († 1990)
- 1918 – Hubay Miklós Kossuth-díjas magyar író, műfordító († 2011)
- 1922 – Doris Day Golden Globe-díjas amerikai színésznő, énekesnő († 2019)
- 1923 – Kovács Kató magyar színésznő, bábszínésznő, énekesnő († 1981)
- 1924 – Marlon Brando kétszeres Oscar-díjas amerikai színész († 2004)
- 1927 – Székely Éva olimpiai bajnok magyar úszónő, a nemzet sportolója († 2020)
- 1930 – Helmut Kohl német kereszténydemokrata politikus, szövetségi kancellár, Németország újraegyesítésének megvalósítója († 2017)
- 1933 – Gyenge Valéria magyar versenyúszó, olimpiai bajnok
- 1934 – Jane Goodall (DBE) angol etológus, antropológus és primatológus, a csimpánzok szociális és családi életének legismertebb kutatója, a Jane Goodall Intézet és a tanzániai Gombe Nemzeti Park igazgatója
- 1935 – Czeizel Endre magyar orvos-genetikus († 2015)
- 1935 – Melocco Miklós Kossuth-díjas magyar szobrászművész, a nemzet művésze
- 1939 – Csikos Gábor magyar színész († 1996)
- 1941 – Kupa Mihály magyar közgazdász, politikus, pénzügyminiszter (1990–1993) († 2024)
- 1942 – Wayne Newton amerikai énekes, színész
- 1944 – Farkas Árpád Kossuth-díjas erdélyi magyar költő († 2021)
- 1945 – Catherine Spaak Olaszországban tevékenykedő francia énekesnő, színésznő († 2022)
- 1946 – Benkóczy Zoltán magyar színész, a Budapesti Operettszínház örökös tagja
- 1951 – Budai Ilona Kossuth-díjas magyar népdalénekesnő, a nemzet művésze († 2023)
- 1954 – Gruiz Anikó magyar színésznő
- 1954 – Serei Zsolt zeneszerző, karmester
- 1958 – Alec Baldwin háromszoros Golden Globe-díjas amerikai színész
- 1958 – Francesca Woodman amerikai fotóművész († 1981)
- 1959 – Ürmössy Imre operaénekes (basszus)
- 1959 – David Hyde Pierce amerikai színész, rendező, komikus
- 1961 – Eddie Murphy Golden Globe-díjas amerikai színész, komikus
- 1964 – Marco Ballotta olasz labdarúgó
- 1971 – Július Nôta szlovák labdarúgó, a DVTK egykori kapusa († 2009)
- 1973 – Jamie Bamber angol színész
- 1975 – Mundruczó Kornél Balázs Béla-díjas magyar színész, forgatókönyvíró, filmrendező
- 1983 – Iváncsik Tamás magyar kézilabdázó
- 1984 – Jevon Atkinson jamaicai úszó
- 1985 – Jari-Matti Latvala finn raliversenyző
- 1985 – Leona Lewis brit énekesnő
- 1985 – Osmai Acosta Duarte kubai ökölvívó
- 1986 – Karsai J. András magyar színész, pantomim- és táncművész, énekes-dalszerző.
- 1989 – Jakabos Zsuzsanna magyar Európa-bajnoki bronzérmes úszónő
- 1992 – Julija Jefimova orosz úszónő
- 1999 – Jarred Vanderbilt amerikai kosárlabdázó
- 2000 – Koba LaD francia rapper

## Halálozások
- 1764 – Domokos Márton író, műfordító, Debrecen város főbírája (* 1697)
- 1827 – Ernst Chladni német fizikus, akusztikus, feltaláló (* 1756)
- 1868 – Eduard van der Nüll osztrák építész, a historizmus jeles mestere (* 1812)
- 1869 – Bajzáth György András  magyar királyi tanácsos és országgyűlési követ (* 1791)
- 1882 – Jesse James a vadnyugat egyik leghírhedtebb banditája (* 1847)
- 1897 – Johannes Brahms német zeneszerző (* 1833)
- 1907 – Tóth Béla újságíró, filológus, a magyar szállóige- és anekdotakincs kutatója (* 1857)
- 1915 – Nadežda Petrović szerb festőnő, Szerbia leghíresebb fauvista festője.(* 1873)
- 1916 – Veress Ferenc magyar fényképész, feltaláló (* 1832)
- 1941 – Gróf Teleki Pál magyar földrajztudós, politikus, miniszterelnök (* 1879)
- 1957 – Paul Vallee francia autóversenyző (* 1905)
- 1959 – Apponyi Károly honvéd vezérkari alezredes, nagybirtokos, császári és királyi kamarás, főrendiházi, majd felsőházi tag (* 1878)
- 1966 – Battista Pininfarina (er. Giambattista Farina) olasz sportkocsitervező és -építő (* 1893)
- 1985 – Helmut Niedermayr német autóversenyző (* 1915)
- 1990 – Sarah Vaughn amerikai jazz-énekesnő, zongorista (* 1924)
- 1991 – Graham Greene angol író, drámaíró (* 1904)
- 1993 – Gegesi Kiss Pál orvos, gyermekgyógyász, gyermekpszichológus, az MTA tagja (* 1900)
- 2007 – Pongrácz Zoltán zeneszerző, karnagy (* 1912)
- 2007 – Robin Montgomerie-Charrington (Robin Victor Campbell Montgomerie-Charrington) brit autóversenyző (* 1915)
- 2008 – Hrvoje Čustić a horvát NK Zadar labdarúgója (* 1983)
- 2012 – Kopp Mária, magyar orvos, pszichológus (* 1942)
- 2021 – Busa Tamás magyar operaénekes (* 1955)
- 2023 – Géczy Dorottya Jászai Mari-díjas magyar színésznő (* 1931)
- 2023 – Köntös-Szabó Zoltán erdélyi magyar író, szerkesztő (* 1940)
- 2025 – Sterbinszky Amália válogatott magyar kézilabdázó (* 1950)